# Michel Casimir Radziwiłł
Michał Kazimierz Radziwiłł (26 octobre 1625–14 novembre 1680) fils d'Aleksander Ludwik Radziwiłł et de Tekla Anna Wołłowicz, échanson de Lituanie (1656), castellan de Vilnius (1661), sous-chancellier de Lituanie (1668), hetman de Lituanie (1668).

## Mariage et descendance
Il épouse Katarzyna Sobieska qui lui donne sept enfants:
- Bogusław Krzysztof
- Tekla Adelajda
- Jan
- Ludwik
- Mikołaj Franciszek
- Jerzy Józef Radziwiłł (1668-1689), grand chancellier de la Couronne (1686), grand échanson de Lituanie (1688)
- Karol Stanisław Radziwiłł (1669–1719), vice chancellier de Lituanie (1668), grand chancellier de Lituanie (1698)

## Crédits
- (en) Cet article est partiellement ou en totalité issu de l’article de Wikipédia en anglais intitulé « Michał Kazimierz Radziwiłł » (voir la liste des auteurs).